# Cirkus Trapez
Cirkus Trapez er et dansk cirkus, etableret i 2016 af Isabella Enoch Sosman og Bernhard Kaselowsky, der begge har erfaring fra cirkusverdenen i både ind- og udland.
Isabella Enoch Sosman har været medejer af Cirkus Dannebrog, der gik konkurs med hende som regnskabschef i 2015.

## Fakta om Cirkus Trapez
Sæson løber fra midten af april til slutningen af september. Det nuværende cirkustelt er et rød-blåt 4-masters med en diameter på 26 meter og plads til 550 tilskuere. Teltet havde oprindeligt tilhørt Cirkus Baldoni, der solgte det til Cirkusmuseet i Hvidovre, hvorfra Isabella Enoch erhvervede det. Cirkus Trapez har vinterkvarter i Sommersted.

## Historie
Isabella Enoch Sosman (født 1960) har cirkusfamilierødder mange generationer tilbage. Medlemmer af Enoch-slægten drev det oprindelige Cirkus Dannebrog fra 1897 til 1922 og det genetablerede fra 1977 til 2016. Isabella Enoch Sosman og hendes sambo, Bernhard Kaselowsky (født 1961), var knyttet til det genåbnede Cirkus Dannebrog, hvor Isabella Enoch i mange år var artistisk direktør. I sine unge dage havde hun optrådt som trapezartist både i Cirkus Dannebrog og i en rækkeeuropæiske cirkus, blandt andet det store (nu lukkede) tyske Cirkus Barum.
Cirkus Trapez har rødder i Isabella Enoch Sosmans "Dinnershow Trapeze" og vintercirkusforestillinger, som hun siden 2014 har vist i en række haller i Jylland. I sommeren 2014 lå Cirkus Trapeze (dengang med et "e" i navnet) fast i Madsby Legepark i Fredericia med samme tidligere Cirkus Baldoni-telt, som de erhvervede i 2016, hvor begyndte at turnere, efter Cirkus Dannebrogs konkurs.
Foruden sit virke i Cirkus Trapez er Isabella Enoch et ofte benyttet jurymedlem til mange cirkusfestivaller, hvor hun blandt andet har jurymedlem i den internationale cirkusfestival i Monte Carlo.

## Kritik af Cirkus Trapez
Cirkus Trapez har flere gang været i pressens søgelys for flere uheldige forhold, blandt andet problemer med arbejdsmiljø,  anklager for dyremishandling,, problemer med ensammenstyrtet tribune, dårligt arbejdsmiljø,  og generelt deres måde at håndtere kritik.

## Sagen om forbud mod cirkuselefanter i 2019
VKLA-regeringens fødevareminister Jakob Ellemann-Jensen fremsatte i februar 2018 et lovforslag om forbud mod "vilde dyr i cirkus". Den daværende regering, Dansk Folkeparti og Socialdemokratiet indgik 23. marts 2018 en aftale, der forbød vilde dyr i cirkus. Konkret handlede forbuddet om elefanter, søløver og zebraer, da alle andre vilde dyr allerede var forbudt. Forligspartierne lagde op til en vis overgangsordning for de fire cirkuselefanter, der var i Danmark, heraf tre hos Cirkus Arena og en i Cirkus Trapez. Loven nåede imidlertid ikke at blive vedtaget før Folketingsvalget 2019, hvorfor det fortsat var tilladt at fremvise elefanter, søløver og zebraer, hvis betingelserne i bekendtgørelsen om hold og fremvisning af dyr i cirkus var opfyldt.
Knuthenborg Safaripark tilbød allerede i 2018 at tage imod de fire cirkuselefanter, hvilket dyreværnsorganisationen Dyrenes Beskyttelse billigede, men for at nye dyr ikke bringer sygdomme til parkens øvrige dyr – for elefanters vedkommende er det især risiko for tuberkulose – skulle dyrene i karantæne. Cirkus Arenas tre elefanter, Lara og Djungla på 31 år og Jenny på 29 år, gennemgik helbredstjek i december, og i januar 2019 tillige Cirkus Trapez' 35-årige Ramboline. For at gennemføre en helbredsundersøgelse af en elefant, er man nødsaget til at semi-sedere den, hvilket indebærer en risiko for, at noget kan gå galt og dyret dør. Derfor bør man bestræbe sig på at sedere dyr så få gange, som overhovedet muligt. For at kunne opretholde tilbuddet om at tage imod elefanterne i Knuthenborg Safaripark, og en ufravigelig garanti for, at de fortsat er tuberkulosefri, kunne elefanterne ikke flyttes fra deres matrikel (stald). Udsættelsen af lovforslaget mod "vilde dyr i cirkus" medførte, at cirkuselefanterne kom til at opholde sig i månedsvis i deres stald, uden der kom en afklaring på deres fremtid, hvilket medførte at de mistrivedes og, ifølge tilsynsdyrlægen, »tæt på at blive udsat for psykisk dyremishandling«.
En yderligere komplikation er spørgsmålet om økonomisk kompensation til cirkus for deres elefanter. Cirkusdirektør Benny Berdino havde opgjort at Cirkus Arenas omkostninger, herunder investering i de påkrævede staldforhold, udgjorde knap 40 millioner kroner. Han mente at 20 millioner var en rimelig kompensation for elefanterne og den resterende investering i staldforhold, der blev foretaget i henhold til de regler, som Folketinget vedtog i juni 2009, på grundlag af en rapport fra 2008 udarbejdet af Justitsministeriets arbejdsgruppe om hold af dyr i cirkus. Reglerne, og den senere bekendtgørelse om hold af dyr i cirkus, gjorde det lovligt at lade elefanter optræde, men stillede en række krav. VKLA-regringen havde imidlertid kun afsat syv millioner kroner i Finansloven for 20198 til kompensation – 1,75 million kroner for hver elefant – da man mente, at det var maksimum for hvad Staten kunne betale, uden at komme i strid med EUs regler om statsstøtte.
Webportalen Cirkus i Danmark nævnte i deres nyhedsoversigt, at da Cirkus Benneweis solgte sine tre elefanter i 1995, var bedste bud 250.000 D-mark for hver, svarende til cirka 950.000 kroner (i 1995, hvilket alene fremregnet efter Danmarks Statistiks forbrugerprisindeks svarer til omkring 1,5 million kroner i 2018).
Den 15. maj 2020 blev de tre eleanter fra Cirkus Arena, Lara, Djungla og Jenny, samt Ramboline fra Cirkus Trapez, flyttet til deres nye hjem i Knuthenborg Safaripark på Lolland. Det havde været så lang en vej som Dyrenes Beskyttelse havde arbejdet på i årtier. Faktisk begyndte "heftig pressedebat om dyr i cirkus" allerede i 1910, hvor Cirkus Bech-Olsen lejede babyelefanten Kaspar fra Zoologisk Have i København til sæson 1910 og 1911.